# Venerque
Venerque település Franciaországban, Haute-Garonne megyében. Lakosainak száma 2898 fő (2022. január 1.). Venerque Clermont-le-Fort, Espanès, Grépiac, Issus és Vernet községekkel határos.

## Népesség
A település népessége az elmúlt években az alábbi módon változott:
| Lakosok száma | 1274 | 1907 | 2158 | 2582 | 2580 | 2560 | 2548 | 2702 | 2747 | 2898 |
|               | 1968 | 1982 | 1990 | 2006 | 2013 | 2015 | 2017 | 2019 | 2020 | 2022 |